# Maria Perpinyà i Sais
Maria Perpinyà i Sais (Verges, Baix Empordà, 6 de desembre de 1901 – Banyoles, Pla de l'Estany, 6 de juliol de 1994) fou una poeta, periodista i traductora catalana. Es donà a conèixer a partir de 1925 després de diverses publicacions a la premsa.
Era filla de Narcís Perpinyà i Ros natural de Verges i de Pietat Sais i Perpinyà natural de Torroella de Montgrí casats a Verges l'any 1892. Els anys 1928 i 1929 va veure editats alguns poemes seus en publicacions com Ciutat, de Manresa, El Dia, de Terrassa, Joia, de Badalona, La Revista, La Nova Revista, D'Ací d'Allà, La Nau o La Veu de Catalunya, per exemple. I s'incorporà com a redactora al diari catòlic El Matí, just quan es fundava.
Fou membre de l'APEC i de la secció femenina d'Unió Democràtica de Catalunya (UDC). El 1930 signà el manifest pro amnistia de les dones. També es dedicà a fer recitals poètics en diferents entitats i a la traducció, especialment del francès i a la correcció del català. L'any 1948, va guanyar l'Accèssit a la Viola d'Or als Jocs Florals celebrats a París, amb el poema “A la Verge de Montserrat”. La Guerra Civil va truncar la seva carrera, ja que després de la guerra es va anar tancant en el seu món, i tot i que va continuar escrivint fins a una edat avançada, només va publicar algun poema en Les Cinc Branques (1975) i en el recull de 31 poetes d'avui (1977). Estigué casada amb el periodista i escriptor Lluís Jordà i Cardona.
Maria Perpinyà va revisar el llenguatge de la Processó de Verges i el va adaptar a un de més comprensible, sense que perdés rigor ni originalitat. L'any 1977 es va posar música a la seva poesia "Dansa de la Mort a Verges Arxivat 2011-09-05 a Wayback Machine." i l'acte va ser retransmès per televisió.
El novembre de 2009, la Diputació de Girona va publicar el llibre Antologia de poemes – Maria Perpinyà, número 22 de la col·lecció Josep Pla.

## Obra

#### Llibres
- Poemes (1931)
- Terra de vent (1936)
- Antologia de poemes (2009)

#### Traduccions
Va traduir Els miserables de Victor Hugo, no publicat fins al 2002 per Brau Edicions, de Figueres. D’Hugo també va traduir Notre-Dame de París, que ha estat reeditada per Brau Edicions.
Entre les seves traduccions d'altres autors destaca Remordiment de Jeanne de Coulomb i Les aventures de Polzet de Claude Roen, publicades el 1930. A més, la seva obra inclou correccions i traduccions d'altres textos en llengua catalana.

#### Mitjans de premsa en els que va fer col·laboracions
- D'ací i d'allà
- Ciutat (revista)
- La Nau
- Esplai
- Llegiu-me
- Joia
- La Revista
- El Dia (Terrassa)
- La Nova Revista (1927-1929)[8]
- La Veu de Catalunya

Segons algunes informacions, també col·laborà a:
- Revista d'Olot
- Diari de Mataró
- L'Avi Munné (Sant Feliu de Guíxols)
- Aires de la Conca (Montblanc)
- La Riuada (Móra d'Ebre)